# Loch Lomond
Loch Lomond is een groot en diep meer (loch) in Schotland. Het bevindt zich op de westelijke grens van de zuidelijke Highlands. 
Het meer is ongeveer 37 km lang en tot 8 km breed, heeft een gemiddelde diepte van 37 meter en een maximale diepte van 190 meter.
Loch Lomond is in oppervlakte het grootste meer van zowel Schotland als van Groot-Brittannië en met 2,6 km³ het op een na grootste in watervolume, na Loch Ness. In het meer bevinden zich vele eilandjes, waaronder Inchmurrin, met 1,2 km² het grootste zoetwatereiland.
Doorheen het meer loopt de grens tussen de council areas van Argyll and Bute, Stirling en West Dunbartonshire. Vroeger lag het op de grens van de graafschappen Stirlingshire en Dunbartonshire.
Het meer vormt het centrum van het Nationaal park Loch Lomond en de Trossachs dat in 2002 werd opgericht en ook de Trossachs omvat.
Het bevindt zich twintig kilometer van Glasgow, en vormt daardoor een belangrijk toeristisch gebied.
De wandelroute West Highland Way loopt langs de volledige oostkust van het meer.

## Whisky
Loch Lomond is tevens de naam van een whisky die in het dorp Alexandria geproduceerd wordt. Het is de favoriete drank van kapitein Haddock uit de strip De avonturen van Kuifje.

## Bonnie Banks
Naar het meer is een traditioneel Schots volkslied genoemd, The Bonnie Banks o' Loch Lomond.

## Openwaterzwemkampioenschappen
In 2018 werd in Loch Lomond gezwommen voor de Europese kampioenschappen zwemsporten 2018. Meer specifiek gingen de Europese kampioenschappen openwaterzwemmen 2018 in Loch Lomond door. Er werd door mannen en vrouwen gezwommen op de 5, 10 en 25 kilometer naast een 4x1250 m estafette voor gemengde landenteams.
Peak District · 
Lake District ·  
Dartmoor · 
North York Moors · 
Yorkshire Dales· 
Exmoor· 
Northumberland· 
The Broads· 
New Forest· 
South Downs· 
Eryri (Snowdonia)· 
Bannau Brycheiniog (Brecon Beacons)· 
Pembrokeshire Coast/ Arfordir Penfro· 
Loch Lomond en de Trossachs/ Loch Laomainn is nan Tròisichean· 
Cairngorms/ a' Mhonaidh Ruaidh